# Ivan Rakovec

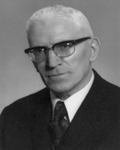
Ivan Rakovec

Ivan Rakovec (* 18. September 1899 in Ljubljana; † 3. August 1985 ebenda) war ein jugoslawischer Paläontologe und Geologe.

## Leben
Rakovec studierte in Ljubljana mit dem Diplom 1926 und promovierte dort 1927 über die Geomorphologie des Beckens von Ljubljana. Er war ab 1932 an der Universität Ljubljana, ab 1933 als Assistenzprofessor und ab 1946 als ordentlicher Professor für Geologie und Paläontologie, was er bis 1973 war. Das Paläontologische Institut in Ljubljana trägt seinen Namen.
Er gilt als Begründer der Quartär-Forschung in Slowenien. Er befasste sich mit Geologie, Stratigraphie und fossilen Säugern des Pleistozän.
Er war korrespondierendes Mitglied der Paläontologischen Gesellschaft. 1949 wurde er Mitglied der Slowenischen Akademie der Wissenschaften und Künste. Er war Gründer von deren Geologischem Institut.